# Ptochophyle rothschildi
Ptochophyle rothschildi är en fjärilsart som beskrevs av Reginald James West 1930.
Ptochophyle rothschildi ingår i släktet Ptochophyle och familjen mätare. Inga underarter finns listade.